# Jariyan al Batnah

Situación de Jariyan al Batnah en Catar.

Jariyan al Batnah (en árabe: جريان الباطنة) era uno de los diez municipios en los que se encontraba subdividido territorialmente el Estado de Catar antes de 2004. Hoy este territorio en su mayor parte está repartido entre Rayán y Al Wakrah. 

## Geografía y demografía
La superficie de Jariyan al Batnah abarca una extensión de territorio que ocupa 3.906 kilómetros cuadrados del país. Se ubica geográficamente entre las siguientes coordenadas: 25°12′36″N 50°48′01″E / 25.21000, 50.80028
Su población se compone de unos 6.308 personas (cifras del censo del año 2004). La densidad poblacional de esta división administrativa es de 1,6 habitantes por cada kilómetro cuadrado aproximadamente.
- Datos: Q1070191